# Ema

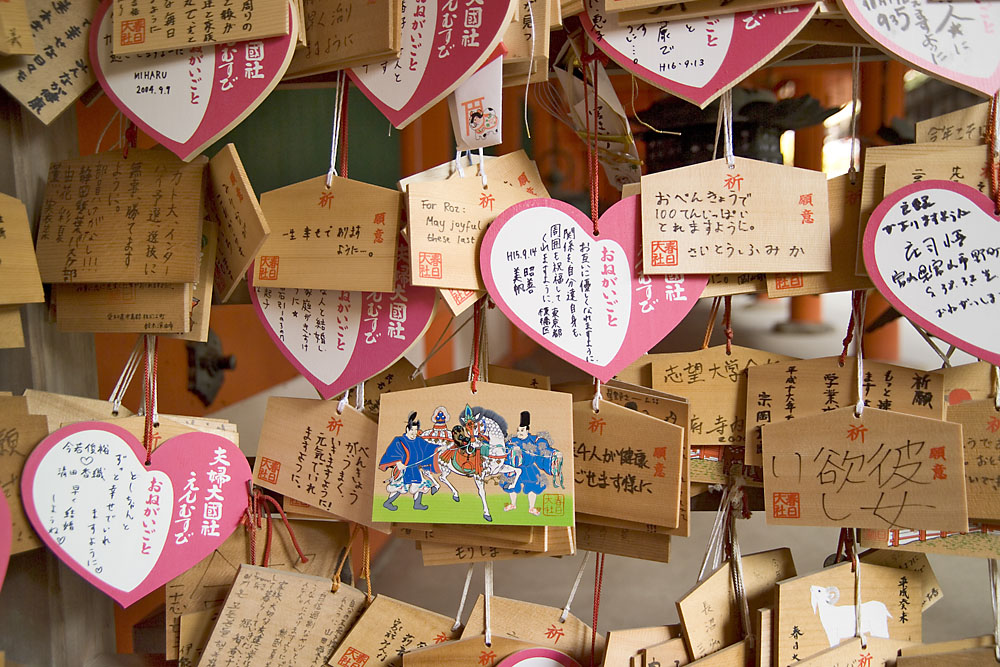
Pferdebilder in Nara

Ema (japanisch 絵馬, dt. „Pferdebild“) sind kleine, einseitig bemalte Holztäfelchen mit vorgedruckten Bildern, die man bei fast jedem Shintō-Schrein oder buddhistischen Tempel kaufen kann und auf denen Bitten an die Gottheiten geschrieben werden. Die leere Seite wird mit persönlichen Wünschen beschrieben und an einer dafür vorgesehenen Stelle aufgehängt. Es kann sich dabei zum Beispiel um den Wunsch, eine Prüfung zu bestehen, handeln. Man erhofft sich also genze riyaku, diesweltliche Wohltaten. Andere Objekte, die in religiösen Institutionen in Japan verkauft werden und mit dem genze-riyaku-System und der allgemeinen japanischen Religion zusammenhängen, sind beispielsweise O-Mikuji, O-Mamori, O-Fuda, Daruma und Engimono.
Der Brauch geht auf die Tradition des Buddhismus zurück, gefangene Wildtiere zu kaufen und freizulassen, um sich dadurch gutes Karma zu erwerben. Dieser Brauch wurde von den shintoistischen Schreinen übernommen. Die „geopferten“ Tiere wurden jedoch nicht getötet, sondern auf dem Gelände des Schreins gehalten. Ein besonderes Opfer waren weiße Pferde. Später wurden statt lebendiger Pferde Statuen und Bilder (絵, e) von Pferden (馬, ma) geopfert. In vielen Schreinen und Tempeln gibt es heute die Hallen der Pferde-Bilder (ema-dō bzw. ema-den) mit Gemälden. Obwohl der Name Pferdebild beibehalten wurde, werden auch ganz andere Motive als Pferde dargestellt.

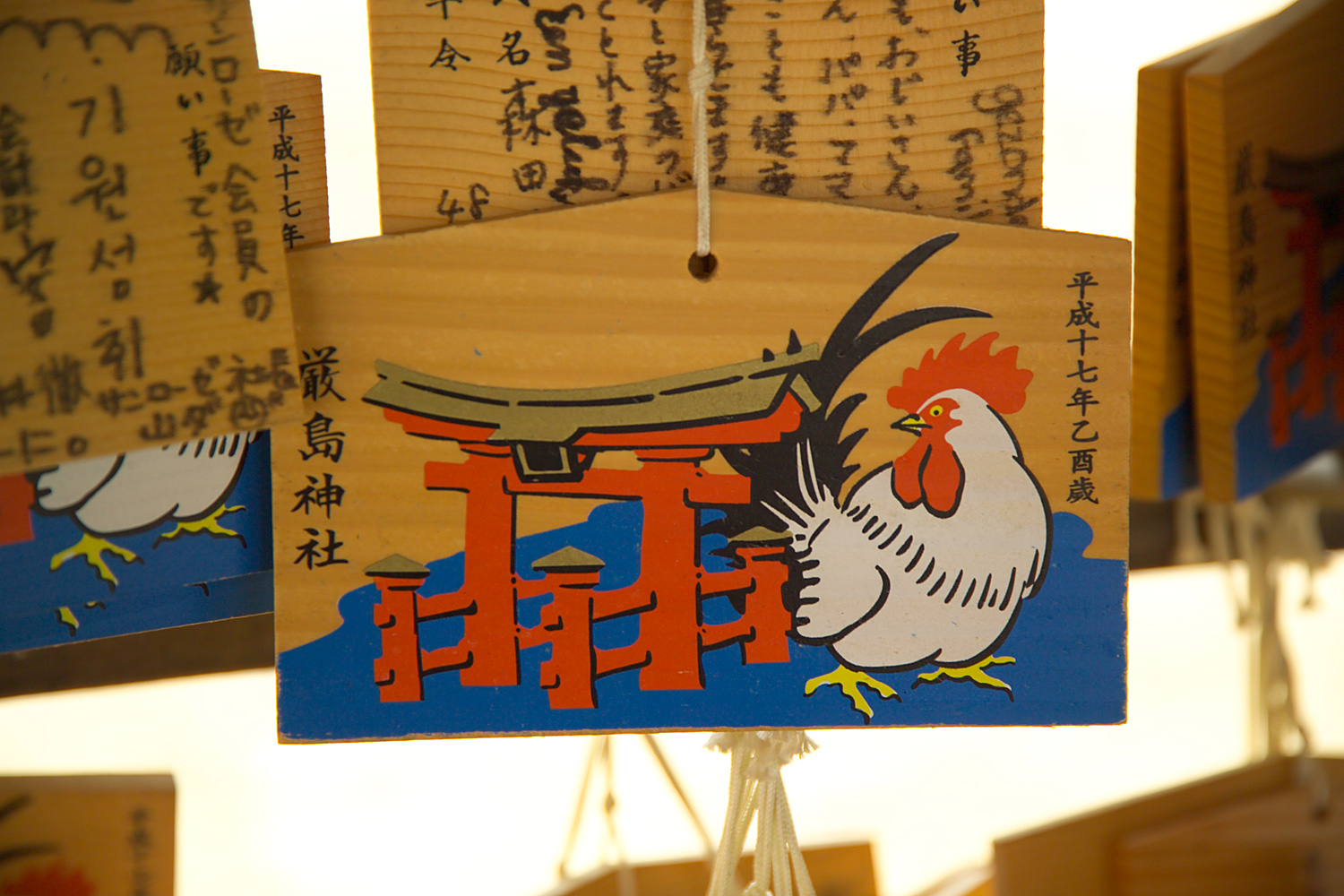
Im Itsukushima-Schrein
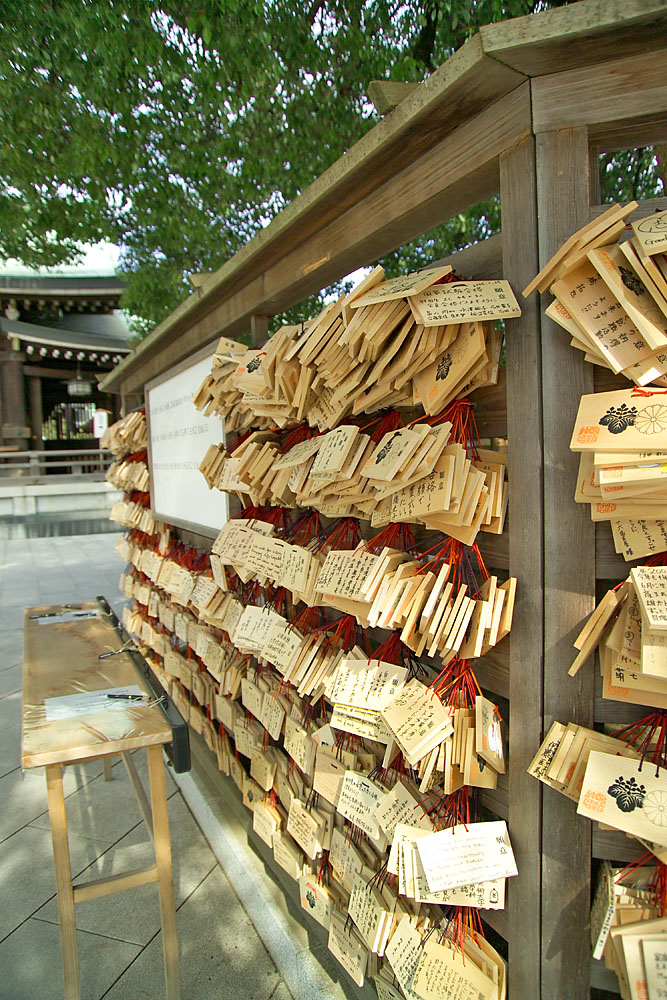
Am Meiji-Schrein
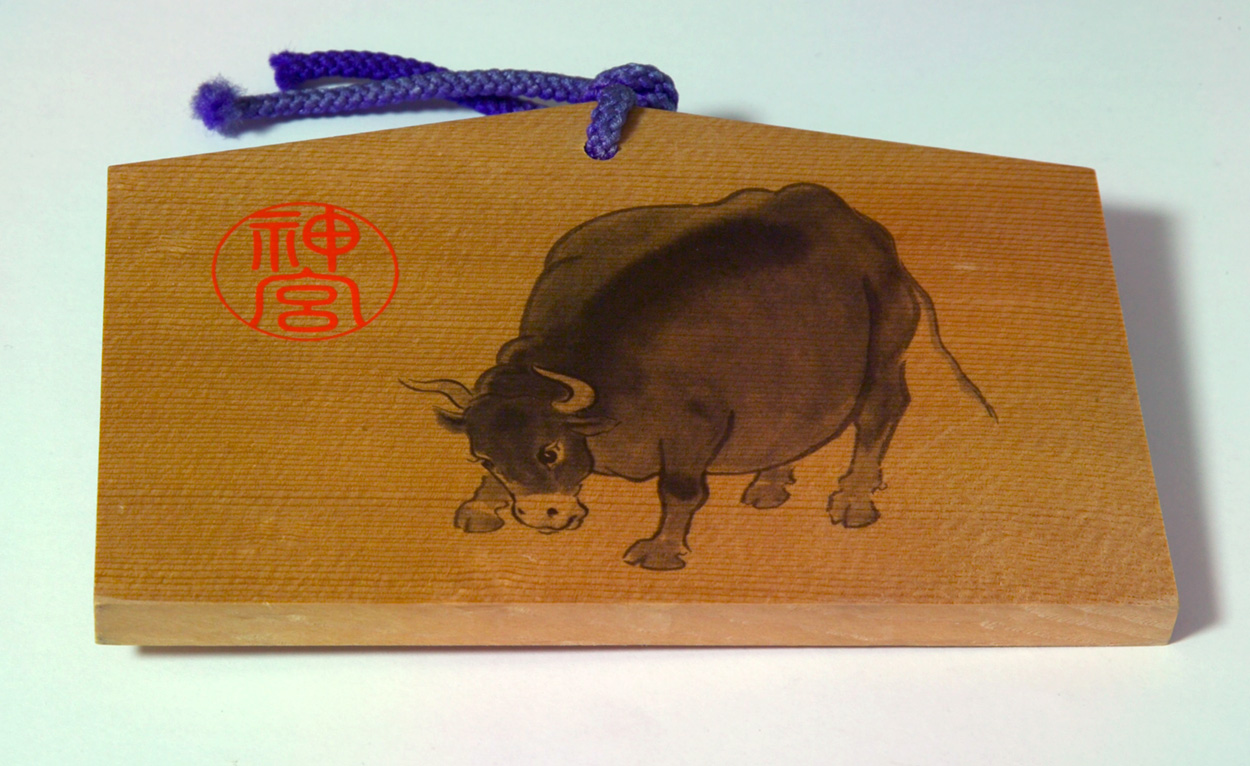
Ochse als Pferdebild
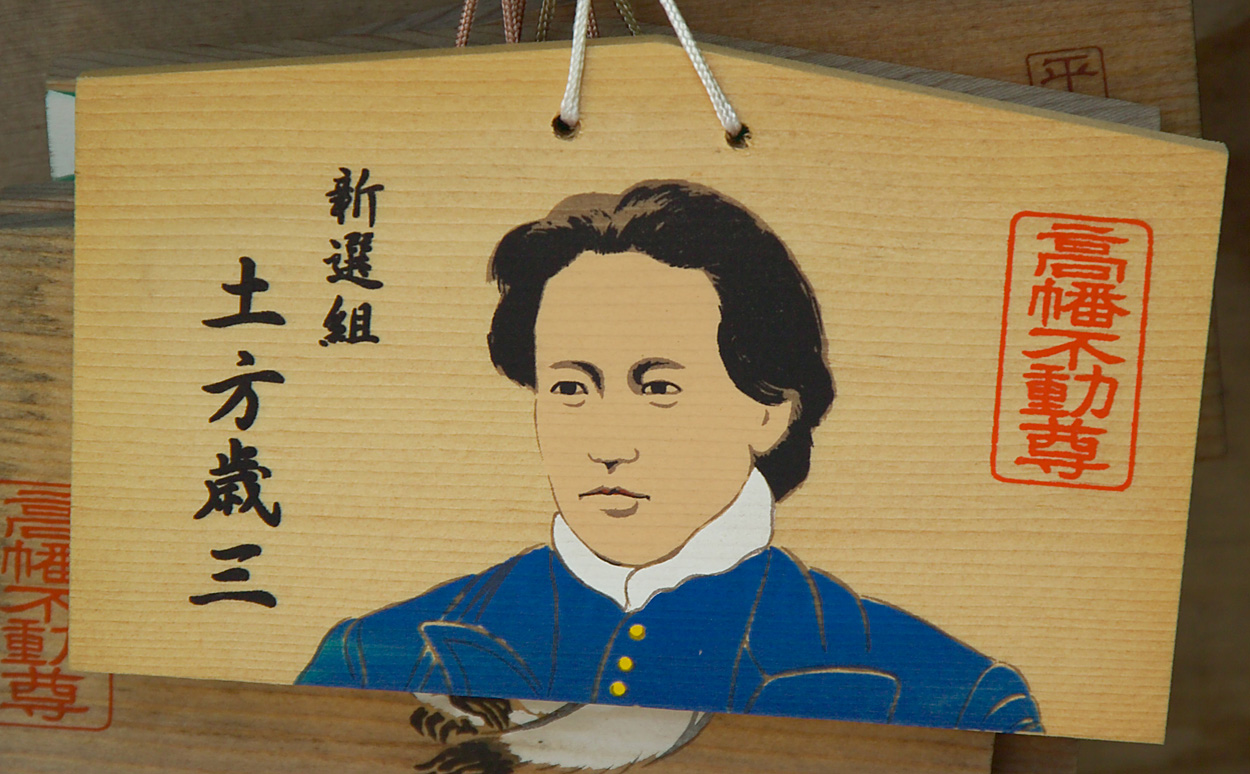
Hijikata Toshizō in Tōkyō